# Associated Press College Basketball Coach of the Year
El Associated Press College Basketball Coach of the Year (en español, Entrenador de baloncesto universitario del año de la Associated Press) es un galardón establecido en 1967 por Associated Press para premiar a los entrenadores universitarios de baloncesto de la NCAA más destacados de la temporada, tanto en categoría másculina como femenina, esta última desde 1995.
El galardón en categoría femenina de 2011 lo compartieron tres entrenadores, siendo la primera ocasión que esto ocurría en la historia del deporte universitario estadounidense.

## Ganadores

### Categoría masculina
| - 1967 – John Wooden, UCLA - 1968 – Guy Lewis, Houston - 1969 – John Wooden, UCLA - 1970 – John Wooden, UCLA - 1971 – Al McGuire, Marquette - 1972 – John Wooden, UCLA - 1973 – John Wooden, UCLA - 1974 – Norm Sloan, North Carolina State - 1975 – Bob Knight, Indiana - 1976 – Bob Knight, Indiana - 1977 – Bob Gaillard, San Francisco - 1978 – Eddie Sutton, Arkansas - 1979 – Bill Hodges, Indiana State - 1980 – Ray Meyer, DePaul - 1981 – Ralph Miller, Oregon State - 1982 – Ralph Miller, Oregon State - 1983 – Guy Lewis, Houston - 1984 – Ray Meyer, DePaul - 1985 – Bill Frieder, Michigan - 1986 – Eddie Sutton, Kentucky - 1987 – Tom Davis, Iowa - 1988 – John Chaney, Temple - 1989 – Bob Knight, Indiana - 1990 – Jim Calhoun, Connecticut - 1991 – Randy Ayers, Ohio State - 1992 – Roy Williams, Kansas - 1993 – Eddie Fogler, Vanderbilt - 1994 – Norm Stewart, Missouri - 1995 – Kelvin Sampson, Oklahoma - 1996 – Gene Keady, Purdue | - 1997 – Clem Haskins, Minnesota - 1998 – Tom Izzo, Michigan State - 1999 – Cliff Ellis, Auburn - 2000 – Larry Eustachy, Iowa State - 2001 – Matt Doherty, North Carolina - 2002 – Ben Howland, Pittsburgh - 2003 – Tubby Smith, Kentucky - 2004 – Phil Martelli, Saint Joseph’s - 2005 – Tubby Smith, Kentucky - 2006 – Roy Williams, North Carolina - 2007 – Tony Bennett, Washington State - 2008 – Keno Davis, Drake - 2009 – Bill Self, Kansas - 2010 – Jim Boeheim, Syracuse - 2011 – Mike Brey, Notre Dame - 2012 – Frank Haith, Missouri - 2013 – Jim Larrañaga, Miami (FL) - 2014 – Gregg Marshall, Wichita State - 2015 – John Calipari, Kentucky - 2016 – Bill Self, Kansas - 2017 – Mark Few, Gonzaga - 2018 – Tony Bennett, Virginia - 2019 – Chris Beard, Texas Tech - 2020 – Anthony Grant, Dayton - 2021 - Juwan Howard, Michigan - 2022 - Tommy Lloyd, Arizona - 2023 – Shaka Smart, Marquette - 2024 – Kelvin Sampson, Houston |

### Categoría femenina
| - 1995 – Geno Auriemma, Connecticut - 1996 – Angie Lee, Iowa - 1997 – Geno Auriemma, UConn - 1998 – Pat Summitt, Tennessee - 1999 – Carolyn Peck, Purdue - 2000 – Geno Auriemma, UConn - 2001 – Muffet McGraw, Notre Dame - 2002 – Brenda Oldfield, Minnesota - 2003 – Geno Auriemma, Connecticut - 2004 – Joe Curl, Houston - 2005 – Joanne P. McCallie, Michigan State - 2006 – Sylvia Hatchell, North Carolina - 2007 – Gail Goestenkors, Duke - 2008 – Geno Auriemma, Connecticut - 2009 – Geno Auriemma, Connecticut - 2010 – Connie Yori, Nebraska | - 2011 – Geno Auriemma, Connecticut; Katie Meier, Miami (FL) y Tara VanDerveer, Stanford - 2012 – Kim Mulkey, Baylor - 2013 – Muffet McGraw, Notre Dame - 2014 – Muffet McGraw, Notre Dame - 2015 – Sue Semrau, Florida State - 2016 – Geno Auriemma, Connecticut - 2017 – Geno Auriemma, Connecticut - 2018 – Muffet McGraw, Notre Dame - 2019 – Kim Mulkey, Baylor - 2020 – Dawn Staley, South Carolina - 2021 – Brenda Frese, Maryland - 2022 – Kim Mulkey, LSU - 2023 – Teri Moren, Indiana - 2024 - Dawn Staley, South Carolina |